# 末広町 (金沢市)
末広町（すえひろまち）は、石川県金沢市の町名。丁目を持たない単独町名であり、住居表示未実施区域。

## 地理
東山、卯辰町との中間に位置している。

## 歴史
- 1870年（明治3年）- 卯辰山開拓により町立てされる。加賀国河北郡金沢城下末広町。加賀藩領。
- 1871年8月29日（明治4年7月14日） - 廃藩置県により金沢県の管轄となる。
- 1872年（明治5年）
  - 日付不詳 - 玉兔町、御廻町、九件茶屋を編入。
  - 3月10日（2月2日） - 金沢県が改称して石川県となる。
- 1879年（明治12年）12月17日 - 郡区町村編制法施行により、金沢区発足。同区の町名となる。
- 1889年（明治22年）4月1日 - 市制施行により、金沢市発足。同市の町名となる。

## 世帯数と人口
2022年（令和4年）9月1日現在の世帯数と人口は以下の通りである。
| 町丁   | 世帯数 | 人口 |
| ------ | ------ | ---- |
| 末広町 | 18世帯 | 35人 |

## 小・中学校の学区
市立小・中学校に通う場合、学区は以下の通りとなる。
| 番地 | 小学校             | 中学校             |
| ---- | ------------------ | ------------------ |
| 全域 | 金沢市立兼六小学校 | 金沢市立兼六中学校 |

## 交通

### 鉄道
町内に鉄道駅はない。

### バス
- 北鉄金沢バス 卯辰山線　豊国神社前、望湖台、卯辰山公園口バス停

### 道路
- 国道156号金沢東部環状道路

## 施設
- 卯辰山公園